# Shinji Makino
Shinji Makino (牧野 真二 Makino Shinji?), född 29 maj 1976, är en japansk tidigare fotbollsspelare.
Han deltog bland annat i Världsmästerskapet i strandfotboll 2005, 2006, 2008, 2009, 2011, 2013 och 2015.